# Zermizinga sinuata
Zermizinga sinuata là một loài bướm đêm trong họ Geometridae.

## Hình ảnh

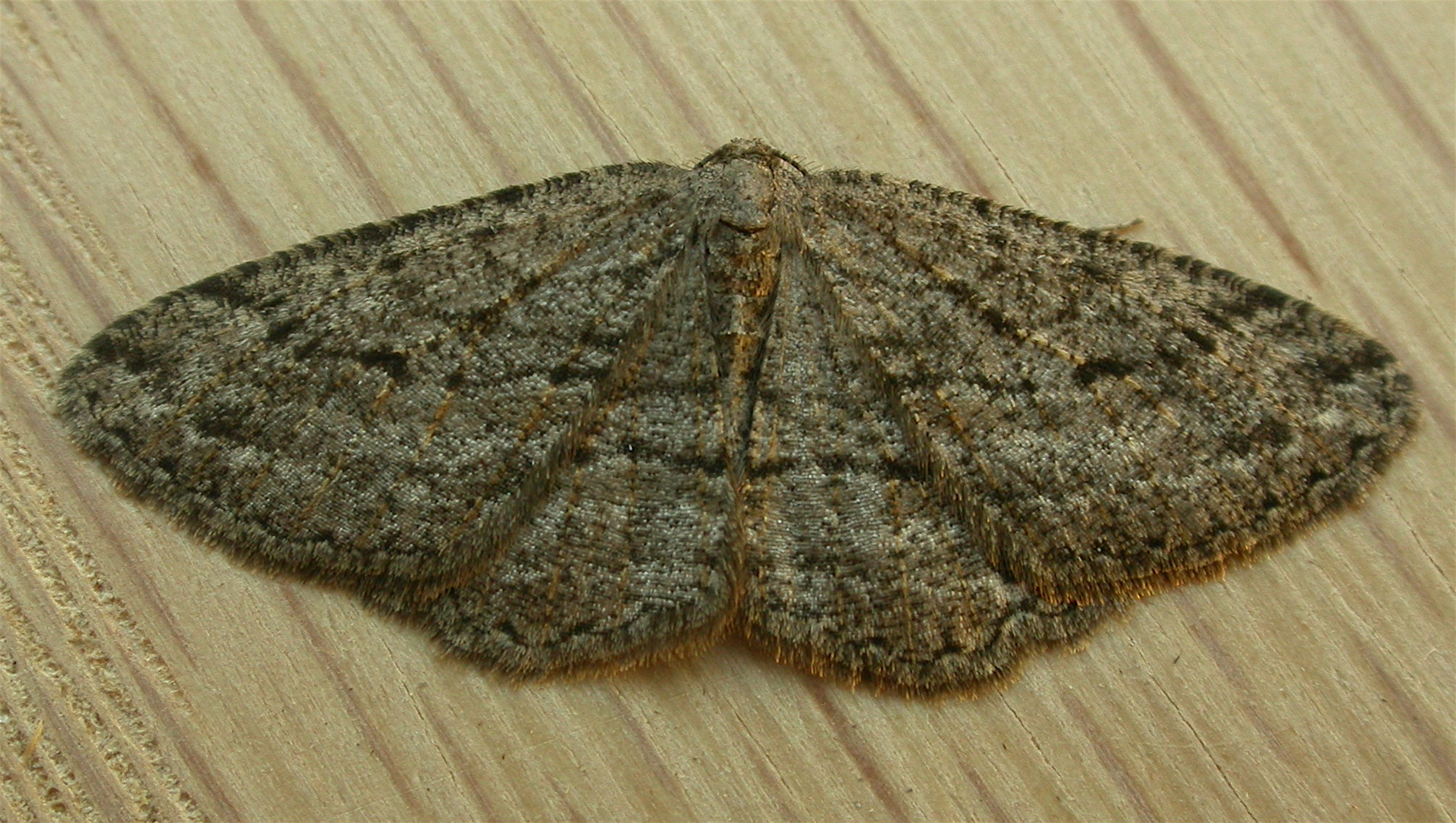